# Heartbreak Hill (песня)
«Heartbreak Hill» — песня, выпущенная американской певицей Эммилу Харрис в 1988 году. Произведение написано исполнительницей в соавторстве с её тогдашним супругом Полом Кеннерли и первоначально вышло в формате сингла, а затем попало в очередной альбом артистки, Bluebird (1989).
Композиция достигла Топ-10 американского чарта Hot Country Songs и канадского Country Singles, а также принесла Кеннерли и Харрис, как авторам одной из самых ротируемых кантри-песен года, награды BMI Country Awards и ASCAP Country Awards соответственно.

## История
Композицию «Heartbreak Hill» сочинила Харрис в соавторстве со своим мужем — британским автором песен Полом Кеннерли. Изначально номер вышел осенью 1988 года в формате сингла с треком «Icy Blue Heart» на обратной стороне. Позднее произведение попало в очередной альбом артистки, Bluebird (1989), где наряду с «Heaven Only Knows» являлось одной из двух быстрых композиций. Однако в отличие от «Heaven Only Knows», «Heartbreak Hill» представляла собой не кросс-жанровый, а чисто кантревый-номер— с гнусавыми мужскими вокальными гармониями, блюграсс-бэкбитом и винтажными элементами вроде «визжащего» добро и «гремящей» каджунской перкуссии. Текст произведения был посвящён теме разлада любовных отношений и придерживался классического для кантри-песен сюжета о жалости сидящего с выпивкой героя к самому себе:
Night after lonely night
I’m waiting for you still
High above the lights of town

Here on Heartbreak Hill.
«Хотя она быстрая, но это грустная песня, наподобие „Singin’ the Blues“ Марти Роббинса», — объясняла Харрис характер композиции. Как и весь альбом Bluebird, трек совместно спродюсировали сама певица и Ричард Беннетт. Последний на тот момент был главным образом известен как гитарист Нила Дамонда, но в музыке кантри прославился как инструменталист, который своей игрой помог сделать крупным хитом песню Стива Эрла «Guitar Town» из одноимённого альбома 1986 года. Теперь же Беннетт принёс более жесткий гитарный саунд на новый лонгплей Харрис, в частности, сыграв динамичную партию акустической гитары в треке «Heartbreak Hill». Сингл с композицией в конечном счёте стал первой работой артистки со времён «Pledging My Love» (1984), попавшей в первую десятку американского чарта Hot Country Songs, и с тех пор остаётся последним кантри-шлягером Топ-10 в дискографии исполнительницы. Помимо успеха в хит-парадах, «Heartbreak Hill» обеспечила Кеннерли и Харрис награды BMI Country Awards и ASCAP Country Awards соответственно — как авторам одной из самых ротируемых кантри-композиций года.

## Оценки
Редактор журнала Rolling Stone Холли Глисон, назвала «Heartbreak Hill» самой крутой песней на диске Bluebird, которая доказывает: 41-летняя певица не растеряла свой талант. «Отрадно наблюдать, что этот маяк хорошего вкуса в музыке кантри всё ещё сияет», — заключила Глисон. Рецензент газеты Newhall Signal счёл, что именно «Heartbreak Hill» приковывает наибольшее внимание слушателя а альбоме, вызывая бурное веселье. «Музыканты, похоже, пошли вразнос и их энтузиазм заразителен», — резюмировал журналист. Обозреватели из еженедельника Billboard в свою очередь констатировали, что энергичные вокальные гармонии и быстрый темп создают в этой композиции очень правильный контраст с мрачным и печальным текстом.
В отличие от редакторов Rolling Stone и Newhall Signal, рецензент газеты Argus Leader Боб Киз высказал мнение, что несмотря на быстрый взлёт этой заводной и запоминающейся песни в Топ-10 кантри-чарта Billboard, «Heartbreak Hill» всё же далека от звания лучшего номера на лонгплее Bluebird. Музыкальный критик газеты The Courier Journal со своей стороны заметил, что хотя позитивная энергетика данного сингла с его лёгким хонки-тонковым свингом восхитительна, она формирует у слушателя неверное представление о сути самого альбома Bluebird.
Журнал American Songwriter в 2022 году включил «Heartbreak Hill» в свою ретроспективную подборку из пяти малоизвестных композиций Харрис, которые, по мнению издания, должен знать каждый ценитель фолка. В пояснительном тексте редактор Алекс Хоппер особенно выделила блюграсс-стержень произведения, заставляющие слушателя притопывать гитарные партии и классические трёхголосные вокальный гармонии, назвав трек наглядной иллюстрацией того, как даже имея к 1989 году за плечами 15 альбомов, исполнительница по-прежнему блистала.

## Позиции в чартах
Еженедельные чарты
| Чарт (1989)                           | Высшая позиция | Прим.  |
| ------------------------------------- | -------------- | ------ |
| США, Billboard, Hot Country Songs     | 8              | [ 16 ] |
| США, Cash Box, Country Singles        | 4              | [ 17 ] |
| США, Radio & Records, Country Airplay | 9              | [ 18 ] |
| Канада, RPM, Country Singles          | 3              | [ 19 ] |

Ежегодные чарты
| Чарт (1989)                                 | Позиция | Прим.  |
| ------------------------------------------- | ------- | ------ |
| Канада, RPM, Top 100 Country Singles of '89 | 54      | [ 20 ] |

## Награды
BMI Country Awards
Награда компании BMI авторам наиболее ротируемых кантри-песен года (с 1 апреля 1989-го по 31 марта 1990-го).
| Год  | Категория               | Номинант     | Итог   | Прим. |
| ---- | ----------------------- | ------------ | ------ | ----- |
| 1990 | Citation of Achievement | Пол Кеннерли | Победа | [ 9 ] |

ASCAP Country Awards
Награда компании ASCAP авторам наиболее ротируемых кантри-песен года (с 1 января по 31 декабря 1989-го).
| Год  | Категория                    | Номинант      | Итог   | Прим. |
| ---- | ---------------------------- | ------------- | ------ | ----- |
| 1990 | Most Performed Country Songs | Эммилу Харрис | Победа | [ 9 ] |